# Imrich Bugár
Imrich Bugár (né Imre Bugár le 14 avril 1955 à Ohrady) est un athlète tchécoslovaque, d’origine hongroise. Spécialiste du lancer du disque, il a remporté la médaille d'argent aux Jeux olympiques d'été de 1980, un titre européen et un titre mondial lors des premiers championnats du monde.
À partir de 1993 et des championnats du monde 1993, il représente la République tchèque.
Il est le porte-drapeau de la Tchécoslovaquie aux Jeux olympiques d'été de 1988.

## Palmarès

### Jeux olympiques d'été
- 1980 à Moscou (URSS)
  -  Médaille d'argent au lancer du disque

### Championnats du monde d'athlétisme
- 1983 à Helsinki (Finlande)
  -  Médaille d'or au lancer du disque
- 1987 à Rome (Italie)
  - 7e au lancer du disque
- 1991 à Tokyo (Japon)
  - éliminé en qualifications au lancer du disque
- 1993 à Stuttgart (Allemagne)
  - éliminé en qualifications au lancer du disque

### Championnats d'Europe d'athlétisme
- 1978 à Prague (Tchécoslovaquie)
  -  Médaille de bronze au lancer du disque
- 1982 à Athènes (Grèce)
  -  Médaille d'or au lancer du disque
- 1986 à Stuttgart (Allemagne)
  - 8e au lancer du disque
- 1990 à Split (Yougoslavie)
  - 7e au lancer du disque

### Record
| Épreuve          | Performance | Lieu     | Date        |
| ---------------- | ----------- | -------- | ----------- |
| Lancer du disque | 71,26 m     | San José | 25 mai 1985 |